# 圣若泽-杜埃日图
圣若泽-杜埃日图，是巴西伯南布哥州的一个市镇。总面积783.38平方公里，总人口30,426人，人口密度38.8人/平方公里。